# Лев Сгур
Лев Сгур (грец. Λέων Σγουρός; д/н — 1208) — візантійський сановник, володар (деспот) недовговічної держави на Пелопоннесі та Фессалії в 1201—1208 роках.

## Життєпис
Походив з бюрократичного роду Сгурів. Син Феодора Сгура, архонта Навплія. Близько 1198 року після смерті батька успадкував цю посаду. Наприкінці 1201 року, скориставшись повстаннями в Македонії та Фессалії на чолі з Доброміром Хризом та Мануїлом Каміцетом відповідно, захопив Коринф та Аргос. Тут оголосив себе архонтом й тираном. Намагаючись позбавити імператорський уряд впливу у підвладних землях, Лев Сгур наказав арештувати єпископів Наплія та Коринфу. Першого кинув до в'язниці, останнього — осліпив та страченив. Імператор Олексій III Ангел відправив проти Сгура мегадуку Михайла Стріфну. Втім біля Афін Лев Сгур зумів зупинити супротивника.
1202 року за підтримки піратів з островів Саламін та Егіна спробував захопити Афіни, але не зміг взяти Акрополь. Тому перейшов до його облоги. Водночас зайняв Беотію з Фівами. Невдовзі взяв під контроль Фермопільський прохід, захопивши місто Ларису.
Втім 1204 року імператора було повалено учасниками Четвертого хрестового походу. Невдовзі Лев Сгур взяв під захист Олексія III, з донькою якого одружився. Натомість отримав титул деспота. Восени того ж року проти Сгура виступили хрестоносці на чолі із Боніфацієм Монферратським. Спроба зупинити останнього в Фермопілах виявилася невдалою через конфлікт з місцевим населенням. Тому Лев Сгур відступив за Істмійський перешийок. Навесні 1205 року хрестоносці без помітного спротиву зайняли Беотію й Аттику. Після двох штурмів хрестоносці прорвали оборону на Істмі. Сгур заховався в фортеці Акрокоринф. Тут чинив спротив до 1208 року, коли втратив надію отримати допомогу від Михайла I Дуки, деспота Епіру. Тому наклав руки, кинувшись зі скелі.  Оборона фортеці тривала до 1210 року.